# 公開講座
公開講座（こうかいこうざ）は、大学（短期大学を含む）などが一般人（正規在籍者でない人）を対象に開設する講義のことである。企業や各種スクールによる、一般の人向けの講座という意味で公開講座という場合も多いが、通常は大学で実施される学外向けの授業のことを指す。
大学での公開講座は1980年代以降の大学開放の一環として進められ、現在の大学公開講座に至っている。傾向としては下記に分けられる。
- 国公立大学を中心とした、年間に少数回の公開講座を実施する形式。
- 「エクステンションセンター」という独自の部署（学校教育法第107条により、「公開講座の施設を設けることができる」とされている）を設け、年間数十〜数百講座を開催する形式。早稲田大学や昭和女子大学など、日本で数十校ある。

立命館大学は、立命館土曜講座として1946年から開催している。東京神学大学は、キリスト教徒向けに日本基督教団銀座教会で夜間神学講座を開催している。上智大学など、建学当初から社会貢献の意味で公開講座を開催している大学もある。
特徴としては大学が実施する講座のため、大学の研究テーマに則したアカデミックな講座が中心であるが、年間数百講座を運営する大学では、「手芸」や「絵画」などカルチャーセンターで実施されるような趣味の講座を開講する大学もある。